# Spektralklasse
Spektralklasser er en inddeling af stjernespektre i et antal grupper efter adskillige forskellige systemer, hvoraf dog kun det ene benyttes af fagastronomer i dag. Spektralklassifikation består derfor i at systematisere spektre efter deres forskellige karakteristika.
En stjernes spektralklasse er element i en kategorisering af bestemte spektre, som hvert er karakteristisk for en bestemt type stjerne med dens specifikke kemiske og fysiske egenskaber

## Spektralklassifikationens historie
En af den engelske fysiker og matematiker Isaac Newtons mange videnskabelige opdagelser var hans påvisning af – på et tidspunkt i perioden 1670 til 1672 – at Solens tilsyneladende ensfarvede lys, ved hjælp af et trekantet prisme, kunne spaltes i de farver, det er sammensat af.
Den franske filosof Auguste Comte skrev i sit værk Cours de philosophie positive (i det bind, som udkom i 1835) om stjernerne: Vi véd, at vi kan finde deres form, afstand, masse og bevægelser, men vi kan aldrig få noget at vide om deres kemiske eller mineralogiske struktur.
Uden at Comte havde nogen anelse om rækkevidden deraf, eller blot den fjerneste viden derom, havde den engelske kemiker William Hyde Wollaston imidlertid allerede i 1802 ved hjælp af et "improved spectrometer" opdaget, at Solens spektrum indeholdt et stort antal mørke linjer – absorptionslinjer.
I tiden op til 1814 havde Joseph von Fraunhofer optegnet ca. 570 af disse absorptionslinjer, som er opkaldt efter ham – Fraunhoferlinjer.
Under arbejdet med at opmåle spektrallinjers bølgelængder lykkedes det Fraunhofer, da han foretog laboratorieforsøg for at måle linjer fra afbrænding af en række forskellige kemikalier, at opdage, at et bestemt grundstof udsendte lys i bestemte spektrallinjer, idet han identificerede en af linjerne i Solens spektrum med dén linje, som dannedes, når man drysser almindeligt kogsalt (Natriumklorid: NaCl) – til daglig kaldet køkken- og bordsalt – ind i en ren flamme.
Fraunhofers resultater medførte, at astronomer begyndte at tage, hvad der tidligere blev betragtet som smukke, morsomme og uforklarlige spektre alvorligt som et redskab til at fremskaffe flere oplysninger om fjerne himmellegemers kemiske sammensætning.
Spektroskopi som hjælpevidenskab for astronomi og astrofysik var kommet til verden, for efterhånden at blive et af de vigtigste værktøjer til at forstå universets fysik.
Efterhånden som flere og flere stjerners spektre blev undersøgt, stod det klart, at der fandtes en form for system i de forskellige ligheder og forskelle i spektrene.
Efter flere forsøg udført af forskellige forskere, blev den katolske pater og astronom Angelo Secchi den første, som skabte et brugbart klassifikationssystem i løbet af 1860'erne og 1870'erne.

### Secchis spektralklasser
Secchi opdelte alle stjerner med kendt spektrum i 5 klasser, nummererede med romertal.
| Spektralklasse | Stjernespektrets karakteristika |
| -------------- | --- |
| I              | Kraftige brintlinjer. Blå-hvide stjerner som Sirius og Vega |
| II             | Svagere brintlinjer, mange metallinjer, Kalcium + Natrium + Jern. Stjerner som Capella, Solen og Arcturus                                                       |
| III            | Fremtrædende linjebånd som alle bliver mørkere i den blå ende af spektret, også metallinjer som i type II. Orange eller røde stjerner som Antares og Betelgeuse |
| IV             | Linjebånd som alle bliver mørkere i den røde ende af spektret. Dybrøde stjerner af mindst størrelsesklasse 5, få af dem kan ses med det blotte øje              |
| V              | Meget klare spektrallinjer som optræder enten i stedet for eller sammen med absorptionslinjer. Disse stjerner er sjældne.                                       |

### Draper(Harvard)-spektralklassesystemet
Draper (Harvard)-klassifikationen, som blev offentliggjort i 1890, opdelte spektrene i klasser med bogstavbetegnelser fra A via B til P og Q.
| Spektralklasse | Stjernespektrets karakteristika |
| -------------- | --- |
| A              | Kraftige, brede brintlinjer. |
| B              | Som klasse A, men med "Orion-linjer", som har fået det navn, fordi de findes i mange stjerner i Orion. (De stammer fra neutral Brint)              |
| C              | Fordoblede brintlinjer |
| D              | Emissionslinjer forekommer |
| E              | Fraunhoferlinjer af typerne 'H' og 'K' er almindelige, desuden forekommer Hβ-linjer i en del spektra                                               |
| F              | Som klasse E, men alle Balmerseriens brintlinjerne (Hα, Hβ, Hγ, Hδ, Hε, og H8) ses                                                                 |
| G              | Mage til klasse F, men med yderligere linjer |
| H              | Mage til klasse F, men med mindre lysstyrke i spektrets blå ende                                                                                   |
| I              | Som klasse H med flere linjer |
| K              | Bånd begynder at optræde i spektret |
| L              | Særprægede udgaver af klasse K |
| M              | Fremtrædende linjebånd som alle bliver mørkere i den blå ende af spektret, metallinjer forekommer                                                  |
| N              | Linjebånd som alle bliver mørkere i den røde ende af spektret. Dybrøde stjerner af mindst størrelsesklasse 5, få af dem kan ses med det blotte øje |
| O              | Spektre som hovedsagelig har klartlysende linjer (inklusive de stjerner, som senere blev udskilt som W Wolf-Rayet-stjerner)                        |
| P              | Planetariske tåger |
| Q              | Alle spektre,som ikke kan indplaceres i klasserne A til P. Ændret i 1922 til at betegne novae                                                      |

### Maurys spektralklasser
I 1897 udviklede Antonia Maury et helt nyt klassifikationssystem, det første forsøg på en todimensional klassifikation efter 2 forskellige kriterier. Systemet blev offentliggjort i Spectra of Bright Stars Photographed with the 11-inch Draper Telescope as part of the Henry Draper Memorial, Annals of Harvard College Observatory, vol. 28, pp. 1-128.
Maurys system placerede stjernerne i 22 klasser betegnet med romertallene I-XXII (1-22) og opdelte dem desuden i underklasser med betegnelserne
a (gennemsnitlige spektre med veldefinerede linjer), b (spektre med slørede eller vanskeligt erkendelige linjer) og c (spektre med smalle, skrapttegnede linjer eller med unormale liniestyrker).
Selvom Maurys spektralklassesystem fik en meget kort levetid (mindre end 15 år), fik det meget stor betydning for vor forståelse af stjerners egenskaber.
Maury selv opdagede, at Draperklasse B skulle komme før Draperklasse A, og ikke mellem A og F, hvor den tidligere var placeret.
Desuden foreslog hun, at hendes sidste klasse XXII (stort set identisk med Draperklasse O) skulle være den første i klassesekvensen og måske var forbindelsesled til tåger med emissionslinier.
Langt mere vidtrækkende betydning fik det, at Ejnar Hertzsprung i 1907 opdagede, at næsten alle stjerner i underklasse c havde betydelig mindre vinkel-egenbevægelser end næsten alle stjernerne i underklasserne a og b. De mindre egenbevægelser måtte betyde, at stjerner i underklasse c var længere væk end stjerner i de to andre klasser.
Da disse c-stjerner desuden næsten alle var blandt de apparent (dvs. tilsyneladende, som de ses fra Jorden) mest lysstærke, kunne han sammenfattende konkludere, at de måtte have større lysstyrke, dvs. absolut størrelsesklasse og derfor måtte være større end gennemsnitlige stjerner.
Denne opdagelse blev ophav til Hertzsprungs opdeling i "dværgstjerner" og "kæmpestjerner", en opdeling som stadig benyttes.

### Morgan-Keenan-spektralklassifikationen
Oprindelig offentliggjort i 1943 under navnet Morgan-Keenan-Kellmann-spektralklassifikationen (MKK) og senere navngivet Morgan-Keenan (MK), fordi Kellmanns bidrag alene bestod i at redigere og offentliggøre klassifikationen, er MK-spektralklasseinddeling den klassifikation, som stadig benyttes af alle astronomer.
Klassebetegnelserne er (medio 2008): W, O, B, A, F, G, K, M, R, N, S, C og D + forvent flere i fremtiden.
Den moderne MK-spektralklasseinddeling er i 3 dimensioner.

Denne spektralklassificering for stjerner er den mest almindeligt anvendte. Klasserne er normalt listet fra højeste til laveste overfladetemperatur.
Første dimension i Morgan-Keenan-spektralklasserne består af et uddrag af den ældre Draper (Harvard)-klassifikation, som blev offentliggjort i 1890, og som opdelte spektrene fra A via B til P og Q.
Efterfølgende blev rækkefølgen af bogstaverne byttet om til O, B, A, F, G ,K og M, da man blev klar over, at spektrene var styret af stjernernes overfladetemperaturer.

## De 3 dimensioner i Morgan-Keenan-spektralklassifikationen

### Første dimension i Morgan-Keenan-spektralklasserne – typebogstavet
Første dimension i Morgan-Keenan spektralklasser udgøres af et uddrag og en omgruppering af Draper(Harvard)-klassifikationen.
Bogstavbetegnelserne fra Draper(Harvard)-klassifikationen blev reduceret og flyttet om, for at afspejle ny viden om stjernerne fysiske karakteristika og deres spektre, til O, B, A, F, G ,K og M, i særdeleshed fordi astronomerne havde opdaget, at spektrene er styret af stjernernes overfladetemperaturer.
Temperaturerne er opgivet i K (Kelvin).
| Klasse | Overfladetemperatur | Stjernefarve      | Dominerende spektrallinjer               | Andre linjer                               |
| ------ | ------------------- | ----------------- | ---------------------------------------- | ------------------------------------------ |
| W      | 60.000 - 120.000 K  | Ultraviolet - blå | Ioniseret He og H                        | C + O (WC-klassen), N (WN-klassen)         |
| O      | 30.000 - 60.000 K   | Blå               | Ioniseret He                             | Neutral He, svage H-linjer                 |
| B      | 10.000 - 30.000 K   | Blåhvid           | Neutral He                               | H-linjer vokser hen over B6-B9             |
| A      | 7.500 - 10.000 K    | Hvid              | Kraftige H-linjer i A0, svindende mod A9 | Ioniserede Ca-linjer styrkes fra A0 til A9 |
| F      | 6.000 - 7.500 K     | Gullighvid        | Kraftigere ioniserede Ca-linjer          | .                                          |
| G      | 5.000 - 6.000 K     | Gul (som Solen)   | Kraftige ioniserede Ca-linjer            | Metal-linjer især Fe                       |
| K      | 3.500 - 5.000 K     | Orange            | Kraftige neutrale metal-linjer           | CH og Cn molekyler                         |
| M      | 2.000 - 3.500 K     | Rød               | TiO2-absorptionslinjer                   | Mange metal-linjer                         |
| R      | 2.000 - 3.000 K     | Mørk rød          | .                                        | .                                          |
| N      | 2.000 - 3.000 K     | Mørk rød          | .                                        | .                                          |
| S      | 1.000 - 3.000 K     | Mørk rød          | Neutrale metaller                        | Zirkoniumoxid, Barium, Yttrium             |
| C      | 1.000 - 3.000 K     | Mørk rød          | Neutrale metaller                        | Kulstof                                    |
| D      | 200.000 - 10 K      | Hvid dværg        | .                                        | .                                          |

En helt speciel gruppe er D (wd), de hvide dværge, hvor D'et står for Degenereret. Denne gruppe kaldes også ofte wd som forkortelse for 'white dwarf'.
"Hvide" dværge er af vidt forskellig temperatur og farve (ultraviolet til næsten sort), afhængig af, hvor lang tid der er gået, siden de blev hvide dværge. Navnet har de fået, fordi den første observerede hvide dværg, Sirius B, var hvid.
En anden meget speciel gruppe er W (Wolf-Rayet stjerner eller W-R stjerner), som er underopdelt i WN (med Nitrogenlinjer (kvælstof)) og WC (med Carbonlinjer (kulstof)). En W-R stjerne er i starten af sin tilværelse ekstremt massiv, men senere afkaster den store dele af sin ydre kappe og fremviser nu de meget varme lag, som ligger umiddelbart omkring kernen.
Mellem W og O finder man et meget lille antal stjerner, hvis karakteristika tilsyneladende er en blanding af disse to hovedklasser.
De har normale absorptionsspektre som klasse O, men har usædvanligt mange C-linjer (kulstof) eller N-linjer (kvælstof) og betegnes derfor ofte som OC hhv. ON.
En tredje speciel gruppe er T. T-stjerner er ikke en traditionel spektralklasse, men er betegnelsen for helt nydannede stjerner af typen T-Tauri.
Oprindelig lærte man at huske rækkefølgen ved hjælp af denne remse: »Oh! Be A Fine Girl, Kiss Me«.

Efter protester fra et stigende antal kvindelige astronomer, blev den ændret til: »Oh! Be A Fine Guy/Girl, Kiss Me«
Efterhånden som man har opdaget nye stjernetyper, er nye klasser indført i MK-klassifikationen, nemlig W, R, N, S og C.
For de oftest forekommende spektralklasser lyder huskeremsen for tiden: »Wow, Oh Be A Fine Guy/Girl, Kiss Me Right Now, Sweet Charlie« – "Charlie" er et kælenavn for både Charles og Charlotte.

### De øvrige dimensioner i Morgan-Keenan spektralklasserne
I MK-klassificeringen benyttes, ud over bogstaverne, både gradueringer indenfor hver førstedimension-spektralklasse (angivet med et tal fra 0 til 9), og en indikation af stjernens fysiske masse og type, angivet med et romertal.
Desuden kan en særlig bogstavkode angive særprægede afvigelser fra "standard"stjerner af samme spektralklasse.

#### Anden dimension – graduering
Anden dimension stammer også oprindelig fra Draper-klassifikationen, hvor den blev indført sent i 1930'erne, og den består af efterstillede tal fra 0 til 9, som giver en mere glidende overgang mellem førstedimensionerne.

0 angiver, at spektret er tæt på foregående, 9 at det er tæt på den efterfølgende bogstavklasse.
A3 eller F8 eller G5
Ikke alle tallene 0-9 er i brug for alle bogstavklasser.
Lige for tiden benyttes følgende:
For Wolf-Rayet-stjerner:
- WC5, WC6, WC7, WC8 og WN5, WN6, WN7, WN8

For hovedseriestjerner (lysstyrkeklasse V) og superkæmper (lysstyrkeklasse Iab) benyttes
- O3, O5, O6, O7, O8, O9
- B0, B1, B2, B3, B5, B6, B7, B8, B9
- A0, A1, A2, A3, A5, A7, A8
- F0, F2, F5, F8
- G0, G2, G5, G8
- K0, K1, K2, K3, K4, K5, K7
- M0, M1, M2, M3, M4, M5, M6, M7, M8, M9 M10

For kæmpestjerner (lysstyrkeklasse III) benyttes de samme som for hovedseriestjerner, med nedenstående forskel i klasse M:
- M0, M1, M2, M3, M4, M5, M6

I visse tilfælde skelnes endnu finere – man kan til tider se fx B0.5 eller M8.5.
Denne underopdeling af anden dimension er hovedsagelig nødvendig, fordi specielt hovedklasse B spænder meget bredt og er udvidet til andre hovedklasser, når man nu engang havde startet underopdelingen.
En B9 stjerne har en effektiv temperatur (dvs. overfladetemperatur) på ca. 9.500 K og er på ca. 3 solmasser, mens en B0 er ca. 30.000 K og 20 solmasser. Dette burde egentlig medføre en opdeling af klasse B (og af samme årsag af klasse O), men eftersom MK-klasserne er så indarbejdede, at konsekvensen af en egentlig opsplitning bliver nærmest uoverskuelig, benytter man i stedet decimalopdeling af anden dimension.
Også hovedklasse M spænder bredt og dens underopdeling af 2. dimension har lignende årsager som for B.

#### Tredje dimension: Luminositet
Tredje dimension er en betegnelse for forskellige karakteristika som masse og Luminositet (stjernens virkelige lysstyrke korrigeret for afstand) som blev indført i 1943. (Se spektralklassernes indbyrdes placering i Hertzsprung-Russell-diagrammet).
- 0 (også kaldet Ia-0 for at forebygge forveksling med O) er overmåde massive, stærktlysende superkæmpestjerner.
- Ia er meget massive lysstærke superkæmper.
- Ib er mindre lysende superkæmper.
- II er klartlysende kæmpestjerner
- III er normale kæmpestjerner.
- IV er underkæmpestjerner.
- V er hovedseriestjerner, også kaldet "dværgstjerner", heriblandt Solen (betegnelsen er misvisende, men har historiske rødder).
- VI (eller sd for subdwarf) er såkaldte underdværge, som imidlertid blot er stjerner med lav metallicitet, som i det væsentlige findes i kuglehobe i galaksers halo. Disse stjerner er af normal størrelse, men deres lave metallicitet giver dem en mere blå farve end "dværgstjerner" af samme masse, hvorfor de er placeret længere til venstre i HR-diagrammet end hovedseriestjernerne. Årsagen til, at en underdværgs farve er mere blålig end en hovedseriestjerne med samme masse, er den enkle, at stjerner med lav metallicitet har lavere opacitet (uigennemsigtighed) end hovedseriestjerner og man derfor kan se dybere ind i stjernen, til et "lag" hvor temperaturen er højere. Når man betragter HR-diagrammet uden at vide, at den lave metallicitet har forrykket dem til venstre, får man umiddelbart det fejlagtige indtryk, at de befinder sig under hovedserien, og denne misforståelse er ophavet til betegnelsen "underdværg". Luminositetsklasse VI er de tidligste (ældste) af alle eksisterende stjerner, som blev dannet for så længe siden, at det interstellare medium endnu kun havde fået tilført små mængder grundstoffer med højere atomvægt end brint, helium og lithium fra supernovaer. Deres metallicitet er så lav som 0,002-0,004 (vor langt yngre Sols metallicitet er ca. 0,2).

Eksempler: A3VI eller F8V eller G5II
D (eller wd for white dwarf) er såkaldte hvide dværge (uanset farve, fra ultraviolet over blå til rød!), ægte ministjerner, de fleste med en diameter mindre end Jordens, men med masser indtil 1,44 gange Solens.

#### Særlig bogstavkode for særprægede afvigelser
I 1920'erne (med tilføjelser i 1930'erne) blev de særlige bogstavkoder for særprægede afvigelser indført i Draper-klassifikationen, hvorfra de er overgået i MK-klassifikationen.
 Koderne har følgende værdier:
Foranstillet
- b = brede linjer
- c = skarpe linjer (kun superkæmper)
- wd eller D = hvid dværg (som altså kan angives på flere måder; D står for Degenerate, dvs. alle elektroner i laveste energiniveau)

Efterstillet
- a – stjernen er klarere end gennemsnittet
- b – stjernen er svagere end gennemsnittet
- e = usædvanlige emissionslinjer
- em = metalliske emissionslinjer
- er = omvendte emissionslinjer
- ep = særprægede emissionslinjer
- f = Helium- og Kvælstof- emissionslinjer i O-stjerner
- n = udtværede (diffuse) linjer
- nn = meget udtværede linjer
- s = skarpe linjer (forskellig fra foranstillet c)
- k = linjer, som stammer fra interstellart stof
- p eller pec = særpræget spektrum
- m = stærk metallisk absorption
- wk = svage linjer
- ! = meget særprægede karakteristika

#### Særlig underopdeling for hvide dværge
De hvide dværge har en særlig underopdeling:
| Betegnelse | Karakteristika                                                                                 |
| ---------- | ---------------------------------------------------------------------------------------------- |
| DA         | Balmer H-linjer dominerer (ren Brintatmosfære)                                                 |
| DB         | Neutrale He-linjer dominerer (ren Heliumatmosfære, ingen Brint- eller metallinier)             |
| DO         | Ioniserede He-linjer dominerer, evt. med lidt He I og en antydning af H                        |
| DC         | Ingen af absorptionslinjerne er dybere end 5% af kontinuum                                     |
| DQ         | Kulstof-linjer synlige - i atomform hvis stj. er meget varm, i molekyleform hvis stj. er kølig |
| DZ         | Metallinjer dominerer, især Ca II, ingen H eller He                                            |
| DX         | ukendt særpræg, antages at være forårsaget af stjernens kraftige magnetfelt                    |
| -          | Sekundære symboler                                                                             |
| P          | Polariseret lys, kraftigt magnetfelt                                                           |
| H          | Magnetfelt med Normal Zeeman-effekt, men uden polariseret lys                                  |
| V          | Variabel (ZZ Ceti o.lign.)                                                                     |
| PEC        | Usædvanlige særpræg (engelsk: Peculiar)                                                        |
| -          | Eksempler                                                                                      |
| DA1        | wd med temperatur mellem 37.500 og 100.000 og med Balmer-linjer                                |
| DAO1       | Som DA1, men med en smule He II                                                                |
| DBAQ4      | Flere He I end Balmer-linjer, som er kraftigere end Kulstof-linjerne. Temperatur ca. 12.000 K  |
| DOZ1       | Stærke He II og svage HE I-linjer, temperatur ca. 70.000 K                                     |
| DXP5       | Polariseret lys, måleligt magnetfelt og ukendte karakteristika. Temperatur ca. 10.000 K        |
| DC9        | Spektrum uden tydelige liner. Temperatur ca. 5.500 K                                           |

DA udgør ca. 80% og DB ca. 20 % af alle hvide dværge.

#### Eksempler på fuld MK-klassificering
- En F0Ia-0m (rettelig: F00m) stjerne er en hvidgul, overmåde massiv, stærktlysende superkæmpe med metalliske emissionslinjer.
- En eB8Ia stjerne er en blå, meget massiv, stærktlysende superkæmpe med usædvanlige emissionslinjer.
- En O5Iaf (a hører sammen med I) stjerne er en meget massiv, blå, lysstærk superkæmpe med Helium- og Kvælstof- emissionslinjer.
- En A1Iber stjerne er en hvid, mindre lysende superkæmpe med omvendte emissionslinjer.
- En F2IIn stjerne er en gullighvid, klartlysende kæmpestjerne med udtværede (diffuse) linjer.
- En A0IIIs stjerne er en hvid, normal kæmpestjerne med skarpe linjer.
- En B1IVpec stjerne er en blåhvid underkæmpe med særpræget spektrum.
- En G2V stjerne er en gul hovedseriestjerne, en såkaldt "dværgstjerne", f.eks. Solen.
- En G2VI stjerne er en gul halo-stjerne med lav metallicitet, og en lysstyrke på ca. 1/3 af Solens.
- En wdG2! stjerne er en hvid dværg (af gul farve!) med meget særprægede karakteristika og en lysstyrke på ca. 1/10.000 af Solens.

#### Eksempler på stjernetyper
W-stjerner er ekstremt massive (mere end 40 og måske op til 100 Solmasser (uafklaret om helt op til 120-150 Solmasser(?))), som har afkastet deres ydre atmosfærelag.
Eksempler: HD 192103, HD 192163
O-stjerner er meget massive, hvide til blålige med overfladetemperatur på 40.000°K (klasse O3)
Eksempler: HD 98129A, ζ Puppis
B-stjerner er massive, hvide til blålige med overfladetemperatur på 25.000°K (klasse B0)
Eksempler: Regulus (α Leonis), β Canis Majoris (Murzim/Mirzam)
A-stjerner er hvide med overfladetemperatur på 11.000°K (klasse A0)

Eksempler: Sirius A (α Canis Majoris A), Vega (α Lyrae)
F-stjerner er hvid-gule med overfladetemperatur på 7.000°K (klasse F0)

Eksempler: Canopus (α Carinae), Procyon A (α Canis Minoris A)
G-stjerner er gule med overfladetemperatur på 6.000°K (klasse G0)
Eksempler: Solen (G2V og 5.770 °K), Capella (α Aurigae)
K-stjerner er orange med overfladetemperatur på 4.000°K (for en K0-kæmpe) til 4.900°K (for en K0-dværg)
Eksempler: Pollux (α Gemini), Aldebaran (α Tauri)
M-stjerner er rødorange til røde med overfladetemperatur på 3.000°K for kæmper til 3.400°K for dværge
Eksempler: Betelgeuse (α Orionis), Mira (ο Ceti)
D-stjerner er de såkaldte "hvide dværge", med overfladetemperaturer fra ca. 100.000°K for de nyeste til under 3.000°K for gamle, afkølede eksemplarer.
Eksempler: Sirius B (α Canis Majoris B), Procyon B (α Canis Minoris B)

#### Antallet af stjerner indenfor hver førstedimension i MK spektralklasserne
De fleste stjerner falder indenfor klasserne fra A til M, hvor A-stjernerne har højeste og M-stjernerne laveste overfladetemperatur.
Jo højere temperatur, des færre stjerner i klassen, fordi overfladetemperaturen (undtagen W (Wolf-Rayet) og D (hvid dværg)) afhænger af stjernens masse – jo større masse, des varmere stjerne – dog med undtagelse af de røde superkæmper, som har stor masse og lav effektiv temperatur.
Omtrentlig antalsmæssig fordeling af stjerner efter spektralklasse.
Ud af 1 million (1.000.000) stjerner er ca.:
| Spektralklasse | Antal   |
| -------------- | ------- |
| W              | 1       |
| O              | 20      |
| B              | 1.000   |
| A              | 10.000  |
| F              | 30.000  |
| G              | 90.000  |
| K              | 140.000 |
| M              | 730.000 |

## Eksterne links til eksempler og praktisk spektroskopi
- Forevisning af et sortlegemespektrum på basis af en stjernes overfladetemperatur. På dansk. Arkiveret 9. juni 2007 hos  Wayback Machine
- Eksempler på spektre for de klareste stjerner på den sydlige himmelhalvkugle, hvoraf de fleste kan ses fra Danmark. På engelsk. For at se spektrene trykkes på "Plot". Arkiveret 14. maj 2008 hos  Wayback Machine
- Samme spektre for de klareste stjerner på den sydlige himmelhalvkugle. Man vælger et stjernenavn fra en liste. Man kan bl.a. også få forevist et spektrum efter at have indtastet en MK-spektraltype. På engelsk. Arkiveret 4. juli 2008 hos  Wayback Machine
- Øvelse i at klassificere spektra. Kræver at Shockwave plugin er installeret på web-browseren. Der er et link til installation af Shockwave på siden. På engelsk.
 Arkiveret 20. august 2008 hos  Wayback Machine
- Links til Stjernespektre – kurver og måledata. Kræver at en ghostscript-læser er installeret på PC'en. På engelsk. Arkiveret 9. maj 2008 hos  Wayback Machine
- Demonstration af, hvorledes man kan se Solens spektrum reflekteret i en CD. På engelsk.
- Vejledning i praktisk spektroskopi, eksempel på udstyr, byggevejledning til et spektroskop, teknik, analyse, eksempler, program til at udmåle fotos af spektre, osv. På tysk.
- Den varmeste af alle kendte klasse W stjerner, 120.000 K (ESO)